# Bradysia hildae
Bradysia hildae är en tvåvingeart som beskrevs av Heller 2000. Bradysia hildae ingår i släktet Bradysia och familjen sorgmyggor.
Artens utbredningsområde är Tyskland. Inga underarter finns listade i Catalogue of Life.